# 直源醤油
直源醤油株式会社（なおげんしょうゆ）とは、石川県金沢市に本社を置く日本の調味料メーカーである。大野は野田・銚子・龍野・小豆島と並んで醤油の五大名産地の一つとされ、「旨口」とされる金沢市大野町の醸造元の一つである。

## 沿革
- 1825年（文政 8年） - 初代・直江屋源兵衛が創業。
- 1872年（明治 5年） - 直源商店と改称。
- 1926年（昭和元年） - 直源醤油醸造所と改称。
- 1952年（昭和27年） - 組織変更、直源醤油株式会社となる。商標を現行の「分銅形」に改める。
- 1969年（昭和44年） - 富山市平吹町に富山出張所を設立。
- 1970年（昭和45年） - 福井・彦根（滋賀県）出張所設立。（丸庄・八景ブランド取得）。
- 1978年（昭和53年） - 「直っぺ醤油」1Lペットボトル発売。
- 1984年（昭和59年） - めんつゆ類の製造・販売開始。
- 1985年（昭和60年） - 彦根出張所を福井出張所に統合（福井営業所に名称変更）。富山出張所も富山営業所に名称変更。
- 1987年（昭和62年） - ストレートタイプのめんつゆ「このまんまつゆ」新発売。
- 1991年（平成 3年） - 富山市赤田に富山営業所を移転・新設。
- 1993年（平成 5年） - 福井営業所を本社に統合。
- 2000年（平成12年） - 新工場竣工（HACCP対応工場）。
- 2002年（平成14年） - 工場敷地内の蔵を改装し、「醤油処直江屋源兵衛」をオープン。
- 2006年（平成18年） - 富山営業所を本社に統合。